# I Could Live in Hope
| Recensione           | Giudizio       |
| -------------------- | -------------- |
| AllMusic             |                |
| Piero Scaruffi       |                |
| Onda Rock            | Pietra miliare |
| storiadellamusica.it |                |

I Could Live In Hope è il primo album della band statunitense Low, originaria di Duluth nel Minnesota. L'album è considerato uno dei vertici del genere slowcore.

## Tracce
1. Words – 5:45
2. Fear – 2:12
3. Cut – 5:43
4. Slide – 3:46
5. Lazy – 5:35
6. Lullaby – 9:46
7. Sea – 1:45
8. Down – 7:24
9. Drag – 5:11
10. Rope – 6:11
11. Sunshine – 2:59